# Polyptychus kindunus
Polyptychus kindunus är en fjärilsart som beskrevs av Embrik Strand 1918. Polyptychus kindunus ingår i släktet Polyptychus och familjen svärmare. Inga underarter finns listade i Catalogue of Life.